# Valleiry
Valleiry – miejscowość i gmina we Francji, w regionie Owernia-Rodan-Alpy, w departamencie Górna Sabaudia.
Według danych na rok 1990 gminę zamieszkiwało 1748 osób, a gęstość zaludnienia wynosiła 252 osób/km² (wśród 2880 gmin regionu Rodan-Alpy Valleiry plasuje się na 494. miejscu pod względem liczby ludności, natomiast pod względem powierzchni na miejscu 1362.).